# Siqueiros (film)
Siqueiros è un cortometraggio del 1969 diretto da Manuel Gonzalez Casanova e basato sulla vita del pittore messicano David Alfaro Siqueiros.